# Vidal MMI Germany
Die Vidal MMI Germany GmbH (ehemals Medizinische Medien Informations GmbH (MMI)) ist ein deutsches Kommunikationsunternehmen im Gesundheitswesen mit Sitz in Langen. 
Das 1970 gegründete Medienunternehmen gibt das Arzneimittelverzeichnis Gelbe Liste Pharmindex heraus. Neben Standardverzeichnissen, Ratgebern und Informationsmedien werden Arzneimittelinformations-Systeme und IT-Lösungen zur Arzneimitteltherapie-Sicherheit entwickelt.
MMI gehört zur VIDAL Group, einem Unternehmen im Bereich Gesundheitsinformatik und -informationssysteme mit Sitz in Paris. Die VIDAL Group verfügt über lokale Gesellschaften in zahlreichen europäischen Ländern. Ihre Muttergesellschaft AXIO Data Group ist mit medizinischen Fachpublikationen und Informationssystemen in 25 Ländern der Welt vertreten. Seit dem 1. April 2022 firmiert Medizinische Medien Informations GmbH (MMI) unter dem neuen Namen Vidal MMI Germany GmbH. Außerdem wurde der Firmensitz von Neu-Isenburg nach Langen verlegt.

## Verlagsprogramm
Neben der seit 1970 erscheinenden Gelbe Liste Pharmindex gehören auch das Handbuch Reha- und Versorge-Einrichtungen, die Gelbe Liste Identa sowie  Handbücher für den Arzt zum Verlagssortiment. Im Jahr 2009 verlegte der Verlag erstmals die Arzneiverordnungen, ein von der Arzneimittelkommission der deutschen Ärzteschaft herausgegebenes Buch zur rationalen Pharmakotherapie. Seit 2006 erscheinen auch Patientenbücher im Verlag.
Zusätzlich zu den Printprodukten gibt MMI auch elektronische Ausgaben, den MMI Pharmindex, mit zusätzlichen Inhalten und Nutzungsmöglichkeiten heraus. Seit 2010 gibt es eine Applikation für das Apple iPhone.
Angeschlossene Websites bieten weitere Recherchemöglichkeiten, beispielsweise zu Rehakliniken.